# Ryōma
Ryōma es un nombre de pila japonés. Se puede escribir con varias combinaciones de kanji, incluido 龍馬 (que significa «dragón» y «caballo»).
Ryōma es el nombre de:

## Personas reales
- Ryōma Sakamoto (坂本 龍馬 Sakamoto Ryōma?), héroe de guerra en la restauración Meiji.

## Personajes ficticios
- Ryōma Echizen (越前 リョーマ Echizen Ryōma?), protagonista de The Prince of Tennis.
- Ryōma Nagare (流 竜馬 Nagare Ryōma?), primer piloto de Getter Robo.
- Ryōma (リョウマ?), protagonista de Seijū Sentai Gingaman.
- Ryōma Kagawa (香川 竜馬 Kagawa Ryōma?), el protagonista de Tokkei Winspector.
- Ryoma Hino, personaje uruguayo de ascendencia japonesa de Captain Tsubasa.
- Ryōma Nishiki, personaje de Inazuma Eleven GO!.
- {ichijō Ryōma}: Protagonista del anime 'Love Stage!'
- {Ryoma Hoshi} :personaje de DanganronpaV3 Killing Armony

- Datos: Q9071518
- Multimedia: Ryōma (given name) / Q9071518